# Puchar UEFA (1999/2000)
Puchar UEFA 1999/2000 (ang. 1999–2000 UEFA Cup) – 29. edycja międzynarodowego klubowego turnieju piłki nożnej Puchar UEFA, zorganizowana przez Unię Europejskich Związków Piłkarskich w terminie 10 sierpnia 1999 – 17 maja 2000. W rozgrywkach zwyciężyła drużyna Galatasaray SK.

## Runda kwalifikacyjna
| Szachtar Donieck – Siłeks Kratowo 3:1 i 1:2 1 10.08 1999 1:0 Selezniew 61, 2:0 Sztocers 81, 3:0 Sztocers 88, 3:1 Gogić 90 2 26.08 1999 0:1 Ignatov 16k, 1:1 Matwiejew 40, 1:2 Simovski 74 |
| Helsingin Jalkapalloklubi – Szirak Giumri 2:0 i 0:1 1 11.08 1999 1:0 Rafael 21, 2:0 Hola 70 2 26.08 1999 0:1 Bemetsjan 28 (mecz w Erywaniu) |
| Lokomotiwi Tbilisi – Linfield F.C. 1:0 i 1:1 1 12.08 1999 1:0 Kebadze 24 2 26.08 1999 0:1 Larmour 68, 1:1 Kebadze 79 |
| Sheriff Tyraspol – Sigma Ołomuniec 1:1 i 0:0 1 12.08 1999 1:0 Mudżiri 10, 1:1 Kovač 20 2 26.08 1999 |
| Jerewan FA – Hapoel Tel Awiw 0:2 i 1:2 1 12.08 1999 0:1 R. Harazi 58, 0:2 R. Harazi 60 2 26.08 1999 1:0 Gogoładze 50, 1:1 Pisont 81, 1:2 Antebe 90 |
| Neftçi PFK – FK Crvena zvezda 2:3 i 0:1 1 12.08 1999 1:0 Wasiliew 27, 2:0 Wasiliew 65, 2:1 Bošković 68, 2:2 Bošković 70, 2:3 Bošković 73 2 26.08 1999 0:1 M. Pantelić 77 |
| KF Vllaznia – Spartak Trnawa 1:1 i 0:2 1 12.08 1999 1:0 Leitner 28, 1:1 Sinami 43 2 26.08 1999 0:1 Ujlaký 58, 0:2 Ujlaký 89 |
| BATE Borysów – Lokomotiw Moskwa 1:7 i 0:5 1 12.08 1999 0:1 Z. Dżanaszija 6, 0:2 Łoskow 24, 0:3 Z. Dżanaszija 34, 0:4 Sarkisjan 55, 0:5 Z. Dżanaszija 60, 1:5 Lisowski 72, 1:6 Dmitrij Bułykin 73, 1:7 Dmitrij Bułykin 86 2 26.08 1999 0:1 Czugajnow 16, 0:2 Łoskow 24, 0:3 Smiertin 36, 0:4 Chartaczow 67, 0:5 Chartaczow 75                             |
| Tallinna FC Lantana – Torpedo Kutaisi 0:5 i 2:4 1 12.08 1999 0:1 Chwadagiani 2, 0:2 D. Dżanaszija 34, 0:3 lonanidze 39, 0:4 Cziczetiani 55, 0:5 Megreladze 66 2 26.08 1999 0:1 lonanidze 10, 0:2 Megreladze 23, 0:3 Megreladze 32, 1:3 Leitan 37, 2:3 Dolinin 55, 2:4 Megreladze 69                                                                      |
| Liepājas Metalurgs – Lech Poznań 3:2 i 1:3 1 12.08 1999 0:1 Żurawski 23, 1:1 Bulders 35, 2:1 Verpakovskis 53, 2:2 Najewski 59, 3:2 Draguns 62 2 26.08 1999 0:1 Goliński 55, 0:2 Kubicki 72, 0:3 Maćkiewicz 79, 1:3 Bulders 87 |
| ND Gorica – Inter Cardiff 2:0 i 0:1 1 12.08 1999 1:0 Mitrakovic 75, 2:0 Zlogar 83 2 26.08 1999 0:1 Mainwaring 56 |
| FK Vojvodina – Újpest FC 4:0 i 1:1 1 12.08 1999 1:0 Šuškavčević 3, 2:0 Janković 19k, 3:0 Janković 47, 4:0 Jović 61 2 26.08 1999 0:1 Z. Kovács 56, 1:1 Bratić 87 |
| Viljandi Tulevik – Club Brugge 0:3 i 0:2 1 12.08 1999 0:1 Deflandre 50k, 0:2 Jankauskas 59, 0:3 Jankauskas 68 2 26.08 1999 0:1 Jankauskas 47, 0:2 de Brul 57 |
| Biełszyna Bobrujsk – Omonia Nikozja 1:5 i 0:3 1 12.08 1999 0:1 Kalotheou 8, 1:1 Chripacz 21, 1:2 Mihalovic 26, 1:3 Raufmann 34, 1:4 Kaiafas 54, 1:5 Konstannides 89 (mecz w Mińsku) 2 26.08 1999 0:1 Kaufmann 65, 0:2 Kaufmann 67, 0:3 Kaufmann 73 |
| Krywbas Krzywy Róg – FK Şəmkir 3:0 i 2:0 1 12.08 1999 1:0 Ponomarenko 10, 2:0 Poljanica 63, 3:0 Moroz 81 2 26.08 1999 1:0 Simakow 24, 2:0 Simakow 67 |
| KÍ Klaksvík – Grazer AK 0:5 i 0:4 1 12.08 1999 0:1 Radovic 7, 0:2 Standfest 9, 0:3 Radovic 37, 0:4 Standfest 86, 0:5 Standfest 90 2 26.08 1999 0:1 Ramusch 47, 0:2 Akwuegbu 73, 0:3 Dmitrovic 81, 0:4 Adu Tutu 88 |
| FK Rīga – Helsingborgs IF 0:0 i 0:5 1 12.08 1999 2 26.08 1999 0:1 C. Andersson 4, 0:2 M. Jonsson 16, 0:3 Powell 43, 0:4 Prica 66, 0:5 Bakkelund 84 |
| Vaasan Palloseura – St. Johnstone 1:1 i 0:2 1 12.08 1999 1:0 Pohja 40, 1:1 Lowndes 66 2 26.08 1999 0:1 Simão 87, 0:2 Simão 90 |
| Inter Slovnaft Bratysława – Bylis Ballsh 3:1 i 2:0 1 12.08 1999 1:0 Gerich 16, 2:0 Kratochvil 28k, 2:1 Jakupi 62, 3:1 Pemis 75 2 26.08 1999 1:0 P. Németh 34, 2:0 P. Németh 62 |
| FK Bodø/Glimt – FC Vaduz 1:0 i 2:1 1 12.08 1999 1:0 Staurvik 27 2 26.08 1999 1:0 Sternes 29, 1:1 Wegman 39, 2:1 Sternes 83 |
| Viking FK – CE Principat 7:0 i 11:0 1 12.08 1999 1:0 Aarsheim 5, 2:0 M. Svensson 17, 3:0 Dadason 40, 4:0 M. Svensson 48, 5:0 Nygird 64, 6:0 Dadason 72, 7:0 Dadason 82 2 26.08 1999 1:0 Dadason 37, 2:0 Dadason 43, 3:0 Berre 44, 4:0 Berre 45, 5:0 Borland 45, 6:0 Berre 60, 7:0 Senne 61, 8:0 Senne 64, 9:0 Senne 71, 10:0 Berre 75, 11:0 Mathiasen 81 |
| Maccabi Tel Awiw – FBK Kaunas 3:1 i 1:2 1 12.08 1999 1:0 Kubica 13, 2:0 Basis 19, 3:0 Kubica 34, 3:1 Papeckis 68 2 26.08 1999 0:1 Pacevičius 29, 0:2 Pacevičius 48, 1:2 Basis 85 |
| Steaua Bukareszt – Levadia Maardu 3:0 i 4:1 1 12.08 1999 1:0 Bucurel 40, 2:0 Ciocoiu 79, 3:0 Bucurel 90 2 26.08 1999 0:1 Olumec 28, 1:1 Reghecamps 51, 2:1 Rosu 67, 3:1 Rosu 78, 4:1 S. Ilie 83 (mecz w Tallinnie) |
| Lyngby BK – Birkirkara 7:0 i 0:0 1 12.08 1999 1:0 Hermansen 29, 2:0 M. B. Jensen 33, 3:0 L. Jensen 47, 4:0 Magleby 68, 5:0 Luethje 83, 6:0 Harlykke 86, 7:0 Hermansen 90 2 26.08 1999 |
| MKE Ankaragücü – B36 Tórshavn 1:0 i 1:0 1 12.08 1999 1:0 Karaman 16 2 26.08 1999 1:0 Mkhalele 86 |
| Sliema Wanderers – FC Zürich 0:3 i 0:1 1 12.08 1999 0:1 Kawelaszwili 36, 0:2 Bartlett 80, 0:3 Kebe 90 2 26.08 1999 0:1 Kebe 70 |
| Grasshopper Club Zürich – Bray Wanderers 4:0 i 4:0 1 12.08 1999 1:0 Chapuisat 30, 2:0 Chapuisat 63, 3:0 Isabella 78, 4:0 Isabella 83 2 26.08 1999 1:0 Tikva 6, 2:0 Tikva 39, 3:0 De Napoli 56, 4:0 Muff 64 |
| IFK Göteborg – Cork City 3:0 i 0:1 1 12.08 1999 1:0 R. Andersson 36, 2:0 P. Karisson 73, 3:0 P. Karisson 87 2 26.08 1999 0:1 Morley 30 |
| FC Mondercange – Dinamo Bukareszt 2:6 i 0:7 1 12.08 1999 0:1 Lupescu 20, 0:2 Petre 25, 1:2 Christophe 36, 1:3 Mihalcea 50, 1:4 Mutu 52, 1:5 Mutu 79, 1:6 Niculae 82, 2:6 Neues 90 2 26.08 1999 0:1 Mutu 8k, 0:2 Mutu 20, 0:3 Niculae 22, 0:4 Niculae 29, 0:5 Fogel 70s, 0:6 Niculae 73, 0:7 Petre 90                                                     |
| Wardar Skopje – Legia Warszawa 0:5 i 0:4 1 12.08 1999 0:1 Mięciel 8, 0:2 Czereszewski 19, 0:3 Śrutwa 58, 0:4 Wróblewski 66, 0:5 Śrutwa 74 2 26.08 1999 0:1 Czereszewski 5, 0:2 Karwan 16, 0:3 Sokołowski 53, 0:4 Mięciel 77 |
| APOEL FC – Lewski Sofia 0:0 i 0:2 1 12.08 1999 2 26.08 1999 0:1 Z. Sirakow 67, 0:2 Pazin 75 |
| RSC Anderlecht – Leiftur 6:1 i 3:0 1 12.08 1999 1:0 Goor 19, 1:1 de Boeck 26s, 2:1 Gunnarsson 40s, 3:1 Goor 41, 4:1 Zetterberg 53, 5:1 Baseggio 56, 6:1 Radziński 68 2 26.08 1999 1:0 van Diemen 2, 2:0 Zetterberg 41k, 3:0 Zetterberg 61k |
| Olimpija Lublana – FK Kareda 1:1 i 2:2 1 12.08 1999 1:0 Moro 28, 1:1 Fomenka 67 2 26.08 1999 1:0 Moro 22, 1:1 Fomenka 70, 1:2 Fomenka 72, 2:2 Kmetch 90 |
| Hajduk Split – F91 Dudelange 5:0 i 1:1 1 12.08 1999 1:0 Bulat 4, 2:0 Baturina 24, 3:0 Grdić 57, 4:0 Leko 68, 5:0 Deranja 90 (mecz w Varaždinie) 2 26.08 1999 0:1 Kabongo 48, 1:1 Jazić 51 |
| Cwmbran Town – Celtic F.C. 0:6 i 0:4 1 12.08 1999 0:1 Berkovich 2, 0:2 Tebilly 20, 0:3 H. Larsson 32, 0:4 Viduka 52, 0:5 H. Larsson 61, 0:6 Brattbakk 84 (pierwszy mecz w Cardiff) 2 26.08 1999 0:1 Brattbakk 9, 0:2 Smith 60, 0:3 Mjällby 66, 0:4 Johnson 90                                                                                            |
| Portadown – CSKA Sofia 0:3 i 0:5 1 12.08 1999 0:1 Manczew 2, 0:2 Kowaczewicz 77, 0:3 Bukarew 85 2 26.08 1999 0:1 M. Petkow 14k, 0:2 Litera 28, 0:3 Litera 49, 0:4 R. Christow 60k, 0:5 Simeonow 78 |
| Ferencvárosi TC – Constructorul Kiszyniów 3:1 i 1:1 1 12.08 1999 1:0 P. Horváth 35, 2:0 Fuzi 41, 3:0 B. Kovacs 72, 3:1 Komleonok 81 2 26.08 1999 1:0 P. Horváth 37, 1:1 Zabolotny 38 |
| Knattspyrnufélag Reykjavíkur – Kilmarnock F.C. 1:0 i 0:2 (dog) 1 12.08 1999 1:0 Henriksson 87 2 26.08 1999 0:1 Wright 90k, 0:2 Bagan 92 |

## I runda
| FK Crvena zvezda – Montpellier HSC 0:1 i 2:2 1 14.09 1999 0:1 Loko 6 (mecz w Sofii) 2 28.09 1999 0:1 Ouedec 36, 1:1 Jelić 48, 1:2 Loko 52, 2:2 Bošković 55k |
| FK Partizan – Leeds United 1:3 i 0:1 1 15.09 1999 1:0 Tomić 20, 1:1 Bowyer 26, 1:2 Radebe 39, 1:3 Bowyer 82 (mecz w Heerenveen) 2 28.09 1999 0:1 Huckerby 55 |
| Udinese Calcio – Aalborg BK 1:0 i 2:1 1 14.09 1999 1:0 Sottil 9 2 28.09 1999 1:0 Muzzio 63, 1:1 Matrovac 71, 2:1 Locatelli 90 |
| Stabæk Fotball – Deportivo La Coruña 1:0 i 0:2 1 14.09 1999 1:0 Finstad 57 2 28.09 1999 0:1 Jokanovic 37, 0:2 Flãvio Conceição 63 |
| VfL Wolfsburg – Debreceni VSC 2:0 i 1:2 1 14.09 1999 1:0 Akonnor 61, 2:0 Juskowiak 87 2 28.09 1999 1:0 Akpoborie 25, 1:1 Sabo 54, 1:2 Sabo 85 |
| Steaua Bukareszt – LASK Linz 2:0 i 3:2 1 14.09 1999 1:0 Ciocoiu 64, 2:0 Danciulescu 82 2 28.09 1999 0:1 Strumpf 5, 1:1 Bordeanu 8, 2:1 S. Ilie 52, 3:1 Duro 59, 3:2 Sané 90 |
| Helsingin Jalkapalloklubi – Olympique Lyon 0:1 i 1:5 1 15.09 1999 0:1 Vairelles 16 2 28.09 1999 0:1 S. Andersson 11, 0:2 S. Blanc 15, 0:3 Linares 17, 1:3 Lehkosuo 40, 1:4 Vairelles 71, 1:5 Vairelles 86 |
| FK Vojvodina – Slavia Praga 0:0 i 2:3 1 16.09 1999 2 30.09 1999 1:0 Belić 18, 1:1 Petrous 39, 2:1 Bogdanović 44, 2:2 Došek 73, 2:3 Zelenka 82 |
| Maccabi Tel Awiw – RC Lens 2:2 i 1:2 1 16.09 1999 1:0 Ben Dayan 8, 1:1 Sekho 39, 2:1 Kubica 44, 2:2 Job 55 2 30.09 1999 1:0 Basis 2, 1:1 Nouma 70, 1:2 Delporte 80 |
| ND Gorica – Panathinaikos AO 0:1 i 0:2 1 16.09 1999 0:1 Liberopoulos 14 2 30.09 1999 0:1 Sigurdsson 38, 0:2 Nassiopoulos 69 |
| Sigma Ołomuniec – RCD Mallorca 1:3 i 0:0 1 16.09 1999 0:1 Engonga 12, 0:2 Tristan 53, 1:2 Kobylik 63, 1:3 J. Stanković 76 2 30.09 1999 |
| Torpedo Kutaisi – AEK Ateny 0:1 i 1:6 1 16.09 1999 0:1 Vikos 88 2 30.09 1999 0:1 D. Cirić 8 p, 0:2 Bjeković 22, 0:3 Maladenis 25, 0:4 Kopitsis 43, 1:4 Megreladze 73, 1:5 Nikolaidis 74, 1:6 Kopitsis 88 |
| Hajduk Split – Lewski Sofia 0:0 i 0:3 1 16.09 1999 2 30.09 1999 0:1 Iwankow 16k, 0:2 Baczew 32, 0:3 Dimitrow 84 |
| FK Bodø/Glimt – Werder Brema 0:5 i 1:1 1 16.09 1999 0:1 C. Pizarro 12, 0:2 Bogdanovic 44, 0:3 Bogdanovic 55, 0:4 Maksimow 60, 0:5 C. Pizarro 76 (mecz w Trondheim) 2 30.09 1999 1:0 Staurik 36, 1:1 Ailton 76 |
| Skonto FC – Widzew Łódź 1:0 i 0:2 1 16.09 1999 1:0 Astafjevs 32 2 30.09 1999 0:1 Wichniarek 1, 0:2 Gęsior 43 |
| Inter Slovnaft Bratysława – Rapid Wiedeń 1:0 i 2:1 1 16.09 1999 1:0 Lalik 45 2 30.09 1999 1:0 Suchančok 45, 2:0 Babnič 64, 2:1 Zingler 65 |
| Lyngby BK – Lokomotiw Moskwa 1:2 i 0:3 1 16.09 1999 0:1 Czugajnow 13, 0:2 Bułykin 38, 1:2 Bidstrup 69 2 30.09 1999 0:1 Charłaczow 20, 0:2 Drozdow 3, 0:3 Z. Dżanaszija 44 |
| Roda JC Kerkrade – Szachtar Donieck 2:0 i 3:1 1 16.09 1999 1:0 Doomerink 20, 2:0 Zafarin 26 2 30.09 1999 1:0 Tchoutang 27, 1:1 Benjo 32, 2:1 van der Luer 82, 3:1 van Dessel 89 |
| Helsingborgs IF – Karpaty Lwów 1:1 i 1:1 (dog), karne 4:2 1 16.09 1999 0:1 Gecko 17, 1:1 M. Jonsson 85 2 30.09 1999 1:0 M. Jonsson 89, 1:1 Gecko 90 |
| Lokomotiwi Tbilisi – PAOK FC 0:7 i 0:2 1 16.09 1999 0:1 Georgians 17, 0:2 Georgians 26, 0:3 Sabry 42, 0:4 Proussos 56, 0:5 Proussos 63, 0:6 Marangos 67, 0:7 Vrizas 69 2 30.09 1999 0:1 Valencia 52k, 0:2 Salpigidis 88 |
| Lech Poznań – IFK Göteborg 1:2 i 0:0 1 16.09 1999 0:1 P. Andersson 33, 1:1 Żurawski 44 k, 1:2 Mild 83 2 30.09 1999 |
| AC Parma – Krywbas Krzywy Róg 3:2 i 3:0 1 16.09 1999 0:1 Poljanica 5, 1:1 Di Vaio 13, 2:1 Di Vaio 20, 3:1 D. Baggio 67, 3:2 Monaru 74 2 30.09 1999 1:0 Boghossian 36, 2:0 Crespo 40, 3:0 Di Vaio 67 |
| FK Teplice – Ferencvárosi TC 3:1 i 1:1 1 16.09 1999 0:1 B. Kovács 16, 1:1 Frýdek 32, 2:1 Kolomažnik 53, 3:1 Rižek 71 2 30.09 1999 1:0 Rada 53, 1:1 Mátyus 57 |
| Celtic F.C. – Hapoel Tel Awiw 2:0 i 1:0 1 16.09 1999 1:0 H. Larsson 24, 2:0 H. Larsson 50 2 30.09 1999 1:0 H. Larsson 63 |
| Viking FK – Sporting CP 3:0 i 0:1 1 16.09 1999 1:0 M. Svensson 57, 2:0 Berre 70, 3:0 Esperoll 78 2 30.09 1999 0:1 Kwame Ayew 75k |
| West Ham United – NK Osijek 3:0 i 3:1 1 16.09 1999 1:0 Wanchope 41, 2:0 Di Canio 48, 3:0 Lampard 58 2 30.09 1999 1:0 Kitson 27, 1:1 Búbalo 70, 2:1 Ruddock 83, 3:1 Foe 90 |
| FC Zürich – Lierse SK 1:0 i 4:3 1 16.09 1999 1:0 Dżamarauli 30 2 30.09 1999 1:0 Dżamarauli 2, 1:1 van Meir 16, 2:1 Frick 57, 3:1 Huysegems 71, 4:1 Zdebel 82, 4:2 Eydelie 87, 4:3 Daems 89s |
| RSC Anderlecht – Olimpija Lublana 3:1 i 3:0 1 16.09 1999 1:0 Bajrektarevic 20s, 2:0 Radziński 35, 2:1 Ekmecić 59, 3:1 Radziński 67 2 30.09 1999 1:0 Koller 63, 2:0 Radziński 69, 3:0 Radziński 72 |
| Tottenham Hotspur – Zimbru Kiszyniów 3:0 i 0:0 1 16.09 1999 1:0 Leonhardsen 2, 2:0 Perry 31, 3:0 Sherwood 55 2 30.09 1999 |
| Zenit Petersburg – Bologna FC 0:3 i 2:2 1 16.09 1999 0:1 Ventola 39, 0:2 Signori 68, 0:3 Signori 90k 2 30.09 1999 1:0 Panow 35, 1:1 Fontolan 39, 1:2 Cipriani 74, 2:2 Kondraszow 89 |
| Anorthosis Famagusta – Legia Warszawa 1:0 i 0:2 1 16.09 1999 1:0 Engomitis 85 2 30.09 1999 0:1 Mięciel 47, 0:2 Czereszewski 68 |
| Lausanne Sports – Celta Vigo 3:2 i 0:4 1 16.09 1999 1:0 Kuźba 20, 2:0 Mazzoni 21, 3:0 Mazzoni 58, 3:1 Revivo 62, 3:2 Karpin 67 2 30.09 1999 0:1 McCarthy 10, 0:2 Mostowoj 76, 0:3 McCarthy 85, 0:4 McCarthy 90 |
| Hapoel Hajfa – Club Brugge 3:1 i 2:4 1 16.09 1999 1:0 Turgeman 18, 2:0 Turgeman 32, 3:0 Sivilia 45, 3:1 Jankauskas 66 2 30.09 1999 1:0 Rosso 18, 1:1 Verheyen 20, 1:2 Borkelmans 26, 1:3 Janssen 52, 2:3 Rosso 79, 2:4 Janssen 90                                                                                                 |
| AFC Ajax – Dukla Bańska Bystrzyca 6:1 i 3:1 1 16.09 1999 0:1 Verlaat 14s, 1:1 Verlaat 25, 2:1 Reuser 26, 3:1 Knopper 48, 4:1 Machlas 50, 5:1 Machlas 64, 6:1 Wamberto 72 2 30.09 1999 0:1 Malatinsky 45, 1:1 S. Arweładze 47, 2:1 Robson 64, 3:1 B. Laudrup 90                                                                    |
| MTK Budapeszt – Fenerbahçe SK 0:0 i 2:0 1 16.09 1999 2 30.09 1999 1:0 Kensei 56, 2:0 Kensei 63 |
| Akademisk BK – Grasshopper Club Zürich 0:2 i 1:1 1 16.09 1999 0:1 Yakin 50, 0:2 Ekoku 81 2 30.09 1999 1:0 Hansen 30, 1:1 Magro 79 |
| AO Ionikos – FC Nantes 1:3 i 0:1 1 16.09 1999 0:1 Lievre 56, 0:2 Monterrubio 67, 0:3 Monterrubio 83, 1:3 Dimitriadis 90 2 30.09 1999 0:1 da Rocha 48 |
| SC Beira-Mar – SBV Vitesse 1:2 i 0:0 1 16.09 1999 1:0 Fary 41, 1:1 van Hooijdonk 50, 1:2 Grozdić 82 2 30.09 1999 |
| Grazer AK – Spartak Trnawa 3:0 i 1:2 1 16.09 1999 1:0 Akwuegbu 12, 2:0 Tutu 34, 3:0 Akwuegbu 56 2 30.09 1999 1:0 Standfest 14, 1:1 Muzlay 45, 1:2 Muzlay 70 |
| 1. FC Kaiserslautern – Kilmarnock F.C. 3:0 i 2:0 1 16.09 1999 1:0 Koch 29, 2:0 Djorkaeff 36, 3:0 Marschall 39 2 30.09 1999 1:0 Djorkaeff 22, 2:0 Ramzy 29 |
| AS Monaco – St. Johnstone 3:0 i 3:3 1 16.09 1999 1:0 Simone 69, 2:0 Trézeguet 72, 3:0 Simone 90 2 30.09 1999 0:1 Leonard 6s, 1:1 Prso 9, 2:1 Riise 25, 2:2 Dasovic 34, 3:2 Legwinski 69, 3:3 O’Neill 75 |
| CSKA Sofia – Newcastle United 0:2 i 2:2 1 16.09 1999 0:1 Solano 52, 0:2 Ketsbaia 77 2 30.09 1999 1:0 Litera 29, 1:1 Shearer 32, 1:2 Robinson 88, 2:2 Simeonow 90 |
| Amica Wronki – Brøndby IF 2:0 i 3:4 1 16.09 1999 1:0 Dawidowski 23, 2:0 Bosacki 83 2 30.09 1999 0:1 P. Madsen 37, 0:2 da Silva 55, 1:2 Kryszałowicz 63, 2:2 Kukiełka 64k, 3:2 Kryszałowicz 69, 3:3 P. Madsen 77, 3:4 Christiansen 78                                                                                              |
| Omonia Nikozja – Juventus F.C. 2:5 i 0:5 1 16.09 1999 0:1 F. Inzaghi 2, 0:2 F. Inzaghi 17, 0:3 D. Kovačevic 22, 0:4 Esnaider 24, 1:4 Kondolefteros 75, 1:5 Del Piero 82, 2:5 Kondolefteros 86 2 30.09 1999 0:1 D. Kovačevic 21, 0:2 D. Kovačevic 47, 0:3 Tacchinardi 55, 0:4 D. Kovačevic 86, 0:5 Conte 90 (drugi mecz w Palermo) |
| Aris FC – Servette FC 1:1 i 2:1 (dog) 1 16.09 1999 1:0 Matzios 12, 1:1 Tetrow 88 2 30.09 1999 0:1 Lonfat 35, 1:1 Andrioli 37, 2:1 Kizeridis 95 |
| SL Benfica – Dinamo Bukareszt 0:1 i 2:0 1 16.09 1999 0:1 Nastase 34 2 30.09 1999 1:0 Manniche 26, 2:0 S. Fernández 70 |
| Atlético Madryt – MKE Ankaragücü 3:0 i 0:1 1 16.09 1999 1:0 Gamarra 41, 2:0 Hasselbaink 45, 3:0 Paunovic 57 2 30.09 1999 0:1 Alsancak 84 |
| AS Roma – Vitória Setúbal 7:0 i 0:1 1 16.09 1999 1:0 Aldair 12, 2:0 Montella 13, 3:0 Alejniczew 15, 4:0 Marcos Assunçâo 39, 5:0 Alejniczew 54, 6:0 Delvecchio 73, 7:0 Alejniczew 75 2 30.09 1999 0:1 Makinwa 79 |

## II runda
| Deportivo La Coruña – Montpellier HSC 3:1 i 2:0 1 19.10 1999 0:1 Délaye 6, 1:1 Pauleta 17, 2:1 Djalminha 50k, 3:1 Makaay 53 2 04.11 1999 1:0 Maakay 45, 2:0 Resendes 83                              |
| Aris FC – Celta Vigo 2:2 i 0:2 1 19.10 1999 0:1 Karpin 40, 0:2 Karpin 41, 1:2 Andrioli 44, 2:2 Kyzeriadis 68 2 04.11 1999 0:1 G. Dżorovic 65, 0:2 Turdo 90                                           |
| Udinese Calcio – Legia Warszawa 1:0 i 1:1 1 19.10 1999 1:0 Sosa 29 2 04.11 1999 0:1 Czereszewski 11, 1:1 Sosa 41                                                                                     |
| Steaua Bukareszt – West Ham United 2:0 i 0:0 1 21.10 1999 1:0 Rosu 41, 2:0 S. Ilie 58 2 04.11 1999                                                                                                   |
| MTK Budapeszt – AEK Ateny 2:1 i 0:1 1 21.10 1999 1:0 Egressy 28, 2:0 Eros 35, 2:1 D. Ćirić 62 2 04.11 1999 0:1 D. Ćirić 74k                                                                          |
| Lewski Sofia – Juventus F.C. 1:3 i 1:1 1 21.10 1999 0:1 Oliseh 24, 0:2 D. Kovačevic 53, 1:2 Yoffou 55, 1:3 D. Kovačevic 89 2 04.11 1999 1:0 Atanasow 15, 1:1 D. Kovačevic 79                         |
| Leeds United – Lokomotiw Moskwa 4:1 i 3:0 1 21.10 1999 1:0 Bowyer 27, 2:0 Bowyer 45, 3:0 Smith 56, 3:1 Łoskow 80, 4:1 Kewell 83 2 04.11 1999 1:0 Harte 15k, 2:0 Bridges 28, 3:0 Bridges 48           |
| Hapoel Hajfa – AFC Ajax 0:3 i 1:0 1 21.10 1999 0:1 Machlas 3, 0:2 Khopper 13, 0:3 B. Laudrup 56 2 04.11 1999 1:0 Rosso 60k                                                                           |
| AC Parma – Helsingborgs IF 1:0 i 3:1 1 21.10 1999 1:0 Cannavaro 44 2 04.11 1999 1:0 Di Vaio 11, 2:0 Di Vaio 42, 3:0 Di Vaio 43, 3:1 Stavrum 86                                                       |
| Inter Slovnaft Bratysława – FC Nantes 0:3 i 0:4 1 21.10 1999 0:1 Sibierski 26k, 0:2 da Rocha 34, 0:3 Garriere 86 2 04.11 1999 0:1 Sibierski 48, 0:2 Monterrubio 61, 0:3 Devineau 73, 0:4 da Rocha 82 |
| Roda JC Kerkrade – VfL Wolfsburg 0:0 i 0:1 1 21.10 1999 2 02.11 1999 0:1 Akonnor 87 |
| FC Zürich – Newcastle United 1:2 i 1:3 1 21.10 1999 0:1 Marić 51, 0:2 Shearer 60, 1:2 Castillo 68 2 04.11 1999 1:0 Dżamarauli 17, 1:1 Marić 33, 1:2 D. Ferguson 58, 1:3 Speed 61                     |
| Grazer AK – Panathinaikos AO 2:1 i 0:1 1 21.10 1999 1:0 Lipa 57, 1:1 Sypniewski 64, 2:1 Panic 81 2 04.11 1999 0:1 Pflipsen 90k                                                                       |
| Atlético Madryt – Amica Wronki 1:0 i 4:1 1 21.10 1999 1:0 Baraja 84 2 04.11 1999 1:0 Hasselbaink 31, 1:1 Jackiewicz 34, 2:1 Capdevilla 44, 3:1 Baraja 51, 4:1 Correa 83                              |
| RSC Anderlecht – Bologna FC 2:1 i 0:3 1 21.10 1999 1:0 Koller 19, 2:0 Koller 37, 2:1 Signori 90 2 04.11 1999 0:1 Eriberto 45, 0:2 Zé Elias 51, 0:3 Nervo 90                                          |
| Werder Brema – Viking FK 0:0 i 2:2 1 21.10 1999 2 04.11 1999 0:1 Borland 3, 1:1 Widener 43, 2:1 A. Herzog 63, 2:2 Dadason 84                                                                         |
| Slavia Praga – Grasshopper Club Zürich 3:1 i 0:1 1 21.10 1999 1:0 Ulich 20, 1:1 Yakin 23, 2:1 Kuchar 39, 3:1 Ulich 50 2 04.11 1999 0:1 Yakin 76                                                      |
| PAOK FC – SL Benfica 1:2 i 2:1 (dog), karne 1:4 1 21.10 1999 0:1 Nuno Gomes 68, 1:1 Frantzeskos 89, 1:2 Ronaldo Guairo 90 2 04.11 1999 0:1 Kandaurow 25, 1:1 Marangos 28, 2:1 Sabry 44               |
| Widzew Łódź – AS Monaco 1:1 i 0:2 1 21.10 1999 1:0 Wichniarek 6k, 1:1 Giuly 40 2 02.11 1999 0:1 Lamouchi 50, 0:2 Trézeguet 85                                                                        |
| IFK Göteborg – AS Roma 0:2 i 0:1 1 21.10 1999 0:1 Montella 37, 0:2 Montella 51 2 04.11 1999 0:1 Fabio Junior 8                                                                                       |
| FK Teplice – RCD Mallorca 1:2 i 0:3 1 21.10 1999 0:1 Tristan 28, 0:2 Tristan 32, 1:2 Verbiř 67 2 04.11 1999 0:1 Nadal 30, 0:2 J. Stanković 57, 0:3 Nino 68                                           |
| Olympique Lyon – Celtic F.C. 1:0 i 1:0 1 21.10 1999 1:0 S. Blanc 63 2 04.11 1999 1:0 Vairelles 18 |
| RC Lens – SBV Vitesse 4:1 i 1:1 1 21.10 1999 1:0 Brunei 3, 2:0 Nouma 17, 2:1 van Hooijdonk 72k, 3:1 Cohllen 74 s, 4:1 Blanchard 87 2 04.11 1999 0:1 Kreek 64, 1:1 Blanchard 90                       |
| Tottenham Hotspur – 1. FC Kaiserslautern 1:0 i 0:2 1 21.10 1999 1:0 Iversen 34k 2 04.11 1999 0:1 Buck 89, 0:2 Carr 90s                                                                               |

## III runda
| AC Parma – Sturm Graz 2:1 i 3:3 (dog) 1 25.11 1999 1:0 Di Vaio 16, 1:1 Schopp 23, 2:1 Stanic 61 2 09.12 1999 1:0 Stanic 5, 1:1 Reinmayr 67, 1:2 Vastic 87, 1:3 Reinmayr 95, 2:3 Stanic 110, 3:3 Crespo 120              |
| Olympique Lyon – Werder Brema 3:0 i 0:4 1 25.11 1999 1:0 S. Anderson 13, 2:0 S. Anderson 45, 3:0 Vairelles 77 2 07.12 1999 0:1 Bode 15, 0:2 A. Herzog 38k, 0:3 Baumann 56, 0:4 C. Pizarro 77                            |
| Deportivo La Coruña – Panathinaikos AO 4:2 i 1:1 1 25.11 1999 1:0 Olivares 7s, 2:0 Pauleta 11, 3:0 Djalminha 13, 3:1 Warzycha 19, 4:1 Donato 30, 4:2 Galetto 66 2 09.12 1999 0:1 Asanovic 77k, 1:1 Makaay 90            |
| Bologna FC – Galatasaray SK 1:1 i 1:2 1 23.11 1999 1:0 Signori 68, 1:1 Hakan Sükür 83 2 09.12 1999 0:1 Hasan Sas 5, 1:1 Ventola 8, 1:2 Ümit 29                                                                          |
| Udinese Calcio – Bayer 04 Leverkusen 0:1 i 2:1 1 23.11 1999 0:1 Ballack 75 2 09.12 1999 1:0 Margiotta 8, 2:0 Margiotta 18, 2:1 Ballack 20                                                                               |
| RC Lens – 1. FC Kaiserslautern 1:2 i 4:1 1 25.11 1999 0:1 Sikora 30s, 0:2 Wagner 36, 1:2 Schjönberg 85s 2 09.12 1999 1:0 Job 20, 1:1 M. Christow 21, 2:1 Job 40, 3:1 Strasser 55s, 4:1 Nyarko 90s                       |
| Spartak Moskwa – Leeds United 2:1 i 0:1 1 02.12 1999 0:1 Kewell 14, 1:1 Szirko 38, 2:1 Luis Robson 65 2 09.12 1999 0:1 Radebe 84                                                                                        |
| AFC Ajax – RCD Mallorca 0:1 i 0:2 1 25.11 1999 0:1 Tristan 35 2 09.12 1999 0:1 F. Soler 3, 0:2 Biagirú 73 |
| Rangers – Borussia Dortmund 2:0 i 0:2 (dog), karne 1:3 1 25.11 1999 1:0 Kohler 18s, 2:0 R. Wallace 45 2 09.12 1999 0:1 Ikpeba 28, 0:2 Bobić 90                                                                          |
| AS Roma – Newcastle United 1:0 i 0:0 1 25.11 1999 1:0 Totti 57k 2 09.12 1999 |
| AEK Ateny – AS Monaco 2:2 i 0:1 1 23.11 1999 0:1 Giuly 25, 1:1 Nikolaidis 45, 1:2 Simone 77, 2:2 Nikolaidis 90 2 09.12 1999 0:1 Simone 32                                                                               |
| Celta Vigo – SL Benfica 7:0 i 1:1 1 25.11 1999 1:0 Karpin 18k, 2:0 Makelele 30, 3:0 Turdo 40, 4:0 Juanfran 42, 5:0 Turdo 50, 6:0 Karpin 55, 7:0 Mostowoj 61 2 09.12 1999 1:0 McCarthy 18, 1:1 Cáceres 79s               |
| Olympiakos SFP – Juventus F.C. 1:3 i 2:1 1 25.11 1999 1:0 Yannakopoulos 15, 1:1 Tudor 27, 1:2 D. Kovačevic 67, 1:3 F. Inzaghi 89 2 09.12 1999 0:1 D. Kovačevic 1, 1:1 Dżordżevic 37, 1:2 Dżordżevic 82 (mecz w Palermo) |
| VfL Wolfsburg – Atlético Madryt 2:3 i 1:2 1 25.11 1999 0:1 Aguilera 6, 1:1 Juskowiak 25, 1:2 Hasselbaink 37, 1:3 Aguilera 58, 2:3 Akonnor 83k 2 09.12 1999 0:1 Hasselbaink 4, 0:2 Akonnor 56k, 1:2 Correa 86            |
| Arsenal F.C. – FC Nantes 3:0 i 3:3 1 25.11 1999 1:0 Overmars 13k, 2:0 Winterbum 81, 3:0 Bergkamp 90 2 09.12 1999 0:1 Sibierski 12, 1:1 Grimaudi 24, 2:1 Henry 31, 3:1 Overmars 42, 3:2 Sibierski 58, 3:3 Vahirua 79     |
| Slavia Praga – Steaua Bukareszt 4:1 i 1:1 1 25.11 1999 1:0 Dostalek 1, 2:0 Dostalek 47, 3:0 Horváth 35, 4:0 Došek 55, 4:1 Lutu 81 2 09.12 1999 0:1 Ciocoiu 45, 1:1 Dostalek 49                                          |

## IV runda
| AC Parma – Werder Brema 1:0 i 1:3 1 29.02 2000 1:0 Crespo 5 2 09.03 2000 0:1 Dabrowski 29, 1:1 Stanic 32, 1:2 Bode 45, 1:3 Cannavaro 66s                                                                                      |
| Slavia Praga – Udinese Calcio 1:0 i 1:2 1 27.02 2000 1:0 Zanchi 76s 2 07.03 2000 0:1 Fiore 22, 1:1 L. Koller 41, 1:2 Sosa 51                                                                                                  |
| Juventus F.C. – Celta Vigo 1:0 i 0:4 1 02.03 2000 1:0 D. Kovačevic 49 2 09.03 2000 0:1 Makelele 1, 0:2 Birindelli 33s, 0:3 McCarthy 46, 0:4 McCarthy 70                                                                       |
| AS Roma – Leeds United 0:0 i 0:1 1 02.03 2000 2 09.03 2000 0:1 Kewell 67 |
| RCD Mallorca – AS Monaco 4:1 i 0:1 1 02.03 2000 0:1 Simone 1, 1:1 J. Stanković 42, 2:1 J. Stanković 52k, 3:1 J. Stanković 60, 4:1 Tristan 90 2 09.03 2000 0:1 Simone 33                                                       |
| Borussia Dortmund – Galatasaray SK 0:2 i 0:0 1 02.03 2000 0:1 Hakan Sükür 32, 0:2 Hagi 45 2 09.03 2000 |
| Atlético Madryt – RC Lens 2:2 i 2:4 1 02.03 2000 0:1 Dacourt 15, 1:1 Hasselbaink 24, 1:2 Dacourt 78, 2:2 Hasselbaink 79 2 09.03 2000 0:1 Nouma 28, 0:2 Sakho 38, 1:2 Hasselbaink 45, 1:3 Nouma 53, 2:3 luko 64, 2:4 Brunei 71 |
| Arsenal F.C. – Deportivo La Coruña 5:1 i 1:2 1 02.03 2000 1:0 Dixon 5, 2:0 Henry 29, 2:1 Djalminha 55k, 3:1 Henry 67, 4:1 Kanu 78, 5:1 Bergkamp 82 2 09.03 2000 1:0 Henry 63, 1:1 Victor 68, 1:2 I. Pérez 90                  |

## 1/4 finału
| RCD Mallorca – Galatasaray SK 1:4 i 1:2 1 16.03 2000 0:1 Arif 44, 0:2 Emre 49, 0:3 Hakan Sükür 58, 0:4 Okan 65, 1:4 Etamé Mayer 78 2 23.03 2000 0:1 Capone 34, 0:2 Hakan Sükür 47, 1:2 Carlos 63 |
| Arsenal F.C. – Werder Brema 2:0 i 4:2 1 16.03 2000 1:0 Henry 21, 2:0 Ljungberg 76 2 23.03 2000 1:0 Parlour 8, 2:0 Parlour 25, 2:1 Bode 41, 2:2 Bogdanovic 59, 3:2 Parlour 70, 4:2 Henry 59       |
| Celta Vigo – RC Lens 0:0 i 1:2 1 16.03 2000 2 23.03 2000 1:0 Revivo 57, 1:1 Ismael 63k, 1:2 Nouma 73                                                                                             |
| Leeds United – Slavia Praga 3:0 i 1:2 1 16.03 2000 1:0 Wilcox 39, 2:0 Kewell 54, 3:0 Bowyer 59 2 23.03 2000 1:0 Kewell 47, 1:1 Ulich 52, 1:2 Ulich 79k                                           |

## 1/2 finału
| Galatasaray SK – Leeds United 2:0 i 2:2 1 06.04 2000 1:0 Hakan Sükür 12, 2:0 Capone 44 2 20.04 2000 1:0 Hagi 5k, 1:1 Bakke 16, 2:1 Hakan Sükür 42, 2:2 Bakke 68 |
| Arsenal F.C. – RC Lens 1:0 i 2:1 1 06.04 2000 1:0 Bergkamp 2 2 20.04 2000 1:0 Henry 43, 1:1 Nouma 73, 2:1 Kanu 86                                               |

## Finał
| 17 maja 2000 Kopenhaga Parken (39 000) Galatasaray SK – Arsenal F.C. 0:0 (0:0, 0:0), karne 4:1 Sędzia: Jesús López Nieto (Hiszpania) Karne: 1:0 Ergün Penbe, 1:0 Davor Šuker (niecelny), 2:0 Hakan Şükür, 2:1 Ray Parlour, 3:1 Ümit Davala, 3:1 Patrick Vieira (niecelny), 4:1 Gheorghe Popescu Żółte kartki: Bülent Korkmaz, Gheorghe Popescu, Okan Buruk, Capone, Hasan Şaş / Patrick Vieira, Martin Keown, Tony Adams Czerwone kartki: Gheorghe Hagi 94 / – Galatasaray Spor Kulübü (trener Fatih Terim): Claudio Taffarel – Capone, Gheorghe Popescu, Bülent Korkmaz (kapitan) – Ergün Penbe, Ümit Davala, Gheorghe Hagi, Suat Kaya (94 Ahmet Yildirim), Okan Buruk (84 Hakan Ünsal) – Hakan Şükür, Arif Erdem (95 Hasan Şaş) Arsenal Football Club (trener Arsène Wenger): David Seaman – Lee Dixon, Tony Adams (kapitan), Martin Keown, Sylvinho – Ray Parlour, Patrick Vieira, Emmanuel Petit, Marc Overmars (115 Davor Šuker) – Dennis Bergkamp (75 Nwankwo Kanu), Thierry Henry |